# العصرة (بني مطر)

تعديل مصدري - تعديل

العصرة هي إحدى قرى عزلة بقلان بمديرية بني مطر التابعة لمحافظة صنعاء، بلغ تعداد سكانها 868 نسمة حسب تعداد اليمن لعام 2004.